# Isabel d'Angulema
Isabel d'Angulema (nascuda vers 1188 i morta el 31 de maig de 1246), inhumada a l'abadia de Fontevrault fou la filla única del comte d'Angulema Aimar Tallaferro i d'Alícia de Courtenay, neta del rei de França Lluís VI.

## Biografia
El mateix any que va néixer, 1188, el comte Aimar, que tenia l'oposició de Matilde d'Angulema que dominava una part del comtat i tenia el suport del duc d'Aquitània Ricard Cor de Lleó, va fer aliança amb diversos senyors del Poitou i amb el vescomte de Llemotges contra el duc d'Aquitània; les terres del príncep foren devastades però Ricard no es va quedar parat i va respondre de la mateixa manera. El 1192, Ricard Cor de Lleó ara rei d'Anglaterra (des de 1189) estava a les Croades i Aimar va aprofitar per desposseir a Matilde d'Angulema de les possessions que conservava a Angulema en quedar aquesta privada de la protecció de Ricard. Quan a més es va saber que Ricard havia estat fet presoner, Aimar va aprofitar per devastar les terres de la seva neboda; el senescal de Gascunya, l'únic que el podia aturar, estava malalt en aquell moment el que fou ben aprofitat per la host d'Aimar; però quan el senescal es va recuperar va marxar a la zona i va agafar revenja, i auxiliat per Sanç el Fort de Navarra, cunyat de Ricard, i per Guillem de Newbridge, va enfrontar a les forces d'Aimar sobre les que va aconseguir algunes victòries però davant les quals també va patir algunes derrotes. Jofré de Rançon, senyor de Taillebourg, un dels més poderosos aliats d'Aimar, va morir durant aquestes lluites deixant un buit considerable al bàndol del comte, però sense que la guerra s'acabés.
El 1194, Ricard, de retorn a Anglaterra, va anar a Aquitània amb un fort exèrcit, va assetjar Taillebourg, que va ocupar per un acord, i es va apoderar de totes les altres places que depenien del castell, passant llavors al Angumois. Aimar es va aliar al rei de França Felip August, que el va sostenir en la guerra, però Ricard Cor de Lleó va assetjar la ciutat d'Angulema que va haver de capitular després de sis hores de combat i d'un assalt sagnant, sense haver rebut els socors demanats al rei de França i que aquest havia compromès. Aimar va perdre de moment el comtat. Felip August va restar durant la guerra inactiu doncs estava negociant una treva entre França i Anglaterra, la qual fou finalment acordada el 23 de juliol de 1194 entre Verneuil i Tillières, i Roger d'Hoveden. Aimar doncs va quedar a la generositat de Ricard. Sigui per acords secrets o per pressions franceses, Ricard va accedir a retornar el comtat a Aimar però per salvar els drets de Matilde va haver d'ajustar el compromís de la seva filla Isabel amb Hug, Matilde i del seu marit Hug IX de Lusignan (casats vers el 1189, el fill Hug hauria nascut vers 1190). Isabel era encara molt jove (6 anys) i fou entregada a la seva sogre Matilde per assegurar la promesa.
Però l'any 1200, quan el matrimoni d'Isabel i Hug estava proper (el noi tenia uns 10 anys i la noia 12), el rei Joan sense Terra, successor de Ricard, va obligar a Aimar, el pare d'Isabel, a entregar-li la filla, i shi va casar de manera una mica precipitada i trencant el compromís de la noia amb Hug (futur Hug X), el fill d'Hug IX de Lusignan i de Matilde d'Angulema, l'hereva legitima del comtat; el motiu era evitar el trencament territorial entre Poitiers i Bordeus. El casament fou el 24 d'agost de 1200 a Bordeus o a Angulema o a Chinon. Aquesta peripècia ha donat lloc a nombrosos relats més o menys polèmics; ¿hi va haver acord entre les parts o rapte?. La versió francesa, popular i de connotació novel·lesca, s'inclina cap al segrest. 
 Joan sense Terra que tenia llavors la seva cort a Bordeus es trobava sense esposa després de fer anul·lar el seu matrimoni (31 de maig de 1199) amb Isabel de Gloucester
 i hauria anat a Angulema en tant que convidat al matrimoni d'Isabel i d'Hug (futur X) de Lusignan, quedant enamorat de la bellesa de la promesa, que es va voler casar amb ella. La crònica de Flandes diu que Joan sense Terra va ser pregat de conduir la promesa a l'abadia de Saint-Cybard d'Angulema i que quan van ser davant el bisbe que havia d'oficiar el matrimoni, li va dir: "Uneixi'm pels vincles del matrimoni amb aquesta senyora perquè la desitjo per a esposa". El bisbe, es diu, no va gosar resistir al monarca anglès, i els va casar A Angulema, una petita via estreta i molt en pendent, qui baixa cap al riu Charente prop de l'antiga abadia Saint-Cybard, passa per ser el camí pres pels fugitius. Tenia doncs només una dotzena d'anys quan la jove Isabel va esdevenir reina d'Anglaterra.
El jove Hug, el nuvi frustrat, va ressentir vivament aquesta afronta i junt amb el seu pare Hug IX es va revoltar aliat a diversos parents i senyors fidels. L'aliança matrimonial fou segellada per dos tractats, un públic, l'altre privat entre Aimar i Joan. El comte romania un aliat ferm dels reis d'Anglaterra contra els Lusignan ara rebels. Els Lusignan i els seus aliats van fer diverses incursions i algunes van arribar fins a la frontera de Normandia.
El rei Joan, per castigar els rebels, els va confiscar les terres i les va incorporar a la seva corona, però el rei francès Felip August, al que havien demanat ajut els Lusignan i altres senyors expropiats, va abraçar amb força el seu partit sent els inicis de la llarga guerra entre les dues monarquies que va acabar malament per Anglaterra. El comtat de la Marca, que el rei anglès va confiar a Aimar d'Angulema, en feu o bé com a governador, va caure en mans dels Lusignan a la seva mort a Llemotges el 16 de juny de 1202, bé per la seva acció militar o més probablement per la intervenció francesa, que havent reclamat a Joan sense Terre comparèixer a la seva cort per justificar els seus actes, no hi va anar i va donar excusa al rei Felip August per confiscar els feus anglesos a França, béns que tornaren a la corona.
Però encara que perdut el comtat de la Marca, la seva única filla Isabel el va succeir com a comtessa d'Angulema. El seu títol, tanmateix, era en gran part buit des que el seu marit li negava el control de la seva herència així com el seu dot de matrimoni i dot. El governador assignat per Joan, Bartomeu de Le Puèi (de Podio), es va fer càrrec de la majoria dels afers administratius d'Angulema fins a la mort de Joan el 1216.
El 1217 Isabel tornava al comtat i agafava la seva herència de mans de Bartomeu, que cridava en va al rei anglès en ajuda. Matilde d'Angulema, filla de Vulgrí III d'Angulema casada amb Hug IX de Lusignan, que governaven el comtat de la Marca, va reclamar els seus drets, però aviat es va arribar a un arranjament i es va restaurar l'acord de 1194. Hug IX va renunciar als seus dominis (1218) i va marxar a Terra Santa morint a Damiata el 1219, i el matrimoni poc després del fill d'aquest i de Matilde, Hug X de Lusignan, amb Isabel, va posar punt final a aquesta reclamació.
És sens dubte sota la seva influència que Enric III d'Anglaterre i Hug X de Lusignan organitzaren un front comú contra el rei de França Lluís IX. Tanmateix aquest últim va derrotar els agrupats a Taillebourg (a l'actual departament del Charente Marítim) el 21 i 22 de juliol de 1242. De resultes d'aquesta derrota Hug X de Lusignan es va haver de sotmetre al rei de França. En el transcurs de la trobada, Isabel, que volia portar sempre el títol de reina, hauria intentat fer enverinar sense èxit a Lluís IX.
Va morir el 1246 i va ser en principi enterrada en una capella de l'abadia Notre-dame de La Couronne, dita llavors Saint-Nicolas abans de ser transferida a Fontevraud o Fontevrault.

## Descendència
- Va tenir cinc fills amb el rei Joan sense Terre, arribant tots a adults:

- Enric (després Enric III)
- Ricard de Cornualla
- Joana d'Anglaterra, casada amb Alexandre II d'Escòcia
- Isabel Plantagenet, casada amb l'emperador Frederic II
- Elionor casada primer amb William Marshall i després amb Simó de Montfort comte de Leicester

I nou fills amb Hug X de Lusignan, tots també arribats a l'edat adulta:
- Hug XI de Lusignan, († el 6 d'abril de 1250), senyor de Lusignan, comte d'Angulema i comte de la Marca, casat el gener de 1236 amb Iolanda de Dreux, comtessa de Penthièvre i de Porhoët.
- Agnés de Lusignan, († després del 7 d'abril de 1269), casada amb Guillem II de Chauvigny, baró de Châteauroux.
- Alícia de Lusignan, († després del 9 de febrer de 1256), casada amb Joan de Warenne, comte de Surrey, de Warenne i de Sussex, i virrei d'Escòcia.
- Guiu de Lusignan, († després del 18 d'octubre de 1281), senyor de Cognac, d'Archiac, de Merpins, de Peyrat i de Frontenay.
- Jofré de Lusignan († abans del març de 1274), senyor de Jarnac, de Château-Larcher i de Châteauneuf-sur-Charente, casat abans de 1246 amb Aumoda de Sainte-Hermine i abans de 1259 amb Joana, vescomtesa de Châtellerault.
- Guillem de Valence, († entre 1294 i 1296), senyor de Valence, de Montignac, de Bellac, de Rancon, de Champagnac, de Westford i comte de Pembroke, casat abans del 13 d'agost de 1247 amb Joana de Montchensy o de Munchensy.
- Aimar, († 1259), bisbe de Winchester.
- Isabel de Lusignan, († el 14 de gener de 1300), esposa de Maurice de Craon, senyor de Craon, senescal d'Anjou, de Turena i del Maine (1249-1272) u després de Geoffroy de Rancon.
- Margarida de Lusignan, († el 22 d'octubre de 1288), esposa de Ramon VII de Tolosa, comte de Tolosa, després amb Aimery IX de Thouars, vescomte de Thouars, i en terceres noces, després de 1257, amb Geoffroy V de Châteaubriant, baró de Châteaubriant.